# 永野一男
永野 一男（ながの かずお、1952年〈昭和27年〉8月1日 - 1985年〈昭和60年〉6月18日）は、日本の詐欺師。
金のペーパー商法を行った豊田商事の創業者として知られる。2000億円を騙しとった。

## 来歴
岐阜県恵那市にひとりっ子として生まれる。生家は田が二反ほどで貧しかったが、祖父がやり手で百姓仕事の傍ら、県の砂防工事の現場監督をやって現金収入を得ていた。ただ、父は幼時に脳膜炎を患って、仕事ができなかった。母には看護婦の経験があり、嫁ぐとき「子どもは産んではならない」と父の親戚から含まされた。母も納得したが、婚後2年目に永野を出産した。しかし生まれた永野に異常さが目立ったわけではなく、ごく普通の子どもだった。
15歳のとき、島根県浜田市国分町の叔父宅に預けられ、母は名古屋市の病院で下働き生活に入り、以来、親子がひとつ屋根の下に住むことはなかった。
中学校を終えると、日本電装（現・デンソー）刈谷工場に集団就職、同時に刈谷高校の定時制に通ったが、2年で退職、退学した。その後、消火器のセールスマンを経て別荘地分譲会社「名藤富士開発」に入社。同社を退社後、一攫千金を夢見て、サラ金などから借金のうえ競輪に凝る。だが、バクチで稼げるわけもなく、まだ20歳の若さで2、3百万の借金を重ね、身動きがとれなくなる。ついには大垣競輪場でスリを働き、懲役1年、執行猶予3年を宣告されるほど生活は荒んだ。このあと、商品取引業者の「岡地」岐阜営業所のコミッションセールスとして採用される。1973年9月から1975年11月までの約2年間在籍し、目立たないセールスマンで、会社（岡地）の社印と白紙の預り証を金庫から盗み出し、それを使って客から金を集め、手張りをやったあげく、大穴を開けたこと発覚し懲戒解雇された。
永野は社会に出てからは、人の金を頼りに儲けをたくらみ、カネの修羅場の底辺をはいずりまわった。別荘地分譲、競輪、商品相場、のちに金の先物取引の「竹勇」など、彼は多少なりともいかがわしい金づくりの世界にどっぷりつかり、その面のノウハウも、人脈づくりも身につけた。

### 豊田商事設立
1978年7月8日、営業目的を貴金属の販売、有価証券の保有利用等と定め、資本金5千万円で東京・銀座に「豊田商事」を設立。永野が「豊田」を会社名に入れた理由は、中学校を卒業して最初に就職した先がトヨタグループの自動車部品メーカーである日本電装であったことと、有名なトヨタグループの関連会社だと錯誤させるためであった。1984年4月には、資本金5千万円で「銀河計画」を設立、同社を傘下企業の司令塔とするとともに持株会社と位置づけ、その下に豊田商事他、グループ企業群を置いた。また大阪駅前第4ビル19階全フロア約2500㎡に祈祷所の設置を計画。そのために天下一家の会・内村健一に会うこともした。内村はネズミ講の資産を宗教法人・大観宮に寄贈、税務署攻勢から守り通した先達である。成算ありと踏んで永野は1983年秋、5億とも20億ともいわれる金をかけてフロアに洞窟や祠、神殿、仁王像、地獄絵を配して、宗教施設とした。だが、幸か不幸か認証がおりず撤去されている。
豊田商事の現物まがい商法で数千億円もの金を集めることに成功し、自らセスナ機を操縦し、カウンタックとかフェラーリとかハデな外車を4、5台とっかえひっかえ乗り回したが、永野は浪費家に見えて、自身はつましいと考えていたフシがある。1984年春、投資ジャーナルの中江滋樹に会った後、「あいつはバカだ」と吐き捨てるように言った。タレントの倉田まり子との浮名などを承知し、社会の目をはばからねばならない悪党の倫理に欠けると感じたのだろう。セスナもクルーザーも、永野の思惑では事業に必要なのであって贅沢ではなかった。事実、「豊田航空」など社有物件としていた。

### 刺殺
1985年6月18日午後4時30分過ぎ、大阪市北区天神橋の自室マンションの玄関前に「今日逮捕」との情報を聞きつけてマスコミ取材班が集まる中、被害者の元上司に当たる自称右翼の男二人が窓ガラスを破って侵入し、永野は旧軍の銃剣で額を割られ、13ヵ所をメッタ突きにされた。手は銃剣を防ごうとして5ヵ所を負傷、むごたらしく自分の体から流れ出た血の海に倒れた。が、そこも安息の場ではなく、犯人二人は虫の息となった永野を侵入口の寝室まで引きずり、血まみれの永野をカメラの前にさらした。直ちに病院へ運ばれたが、午後5時15分出血多量のため死亡。32歳没。殺されたときの所持金はわずか711円だった。
死のまぎわまで彼と愛人関係をつづけたM・Y子はこう語っている。「あのひとのマンションに行ったとき、なんて殺風景な部屋なのかと驚いちゃった。ダブルベット、机、本棚、冷蔵庫、ステレオ…、3LDKの部屋に目につくものといったら、これくらい。必要最小限なものしか置いてないんですよ。一人でいるとき、何してるの、と聞いたら、レコード聞くぐらいかな、って。そのレコードも加山雄三とか、寺尾聰がグループサウンズいたころのものばかり」。M・Y子は1983年4月から永野に囲われた。3DKのマンションが与えられ、月の手当が約百万円。彼女の知る限り、同様の立場の女性は東京、仙台、福岡、沖縄と4人いた。
元幹部によれば、東京・四谷の高級マンションを含む10のマンションを持ち、1、2日ずつ「殺されることを恐れて、寝場所を替えて泊まり歩いていた」という。事件後カウンタックは差押され、管財人になった中坊公平らによって売却されることになったが、スーパーカーブームが過ぎ去っていたためにあまり高く売れなかった。殺害した犯人二人は懲役10年と8年の実刑が確定している。